# Dahme-Spreewald
Dahme-Spreewald là một huyện ở Brandenburg, Đức. Nó được bao quanh bởi (từ phía đông theo chiều kim đồng hồ) các huyện Oder-Spree, Spree-Neiße, Oberspreewald-Lausitz, Elbe-Elster và Teltow-Fläming, và thành phố Berlin.

## Xã và đô thị
| Amt-free towns | Ämter | |
| --- | --- | --- |
| 1. Königs Wusterhausen 2. Lübben (Spreewald) 3. Luckau 4. Mittenwalde Amt-free municipalities 1. Bestensee 2. Eichwalde 3. Heideblick 4. Heidesee 5. Märkische Heide 6. Schönefeld 7. Schulzendorf 8. Wildau 9. Zeuthen | 1. Lieberose/Oberspreewald 1. Alt Zauche-Wußwerk 2. Byhleguhre-Byhlen 3. Jamlitz 4. Lieberose1, 2 5. Neu Zauche 6. Schwielochsee 7. Spreewaldheide 8. Straupitz 2. Schenkenländchen 1. Groß Köris 2. Halbe 3. Märkisch Buchholz2 4. Münchehofe 5. Schwerin 6. Teupitz1, 2 | 3. Unterspreewald 1. Bersteland 2. Drahnsdorf 3. Golßen1, 2 4. Kasel-Golzig 5. Krausnick-Groß Wasserburg 6. Rietzneuendorf-Staakow 7. Schlepzig 8. Schönwald 9. Steinreich 10. Unterspreewald |
| 1seat of the Amt; 2town | | |